# Elezioni politiche a San Marino del 1943
Le elezioni politiche a San Marino del 1943 (XI legislatura) si svolsero il 5 settembre. Furono le prime elezioni libere dopo la caduta del fascismo a San Marino, che risorgerà tuttavia subito dopo il voto con l’appoggio della Repubblica Sociale Italiana.

## Sistema elettorale
Sono elettori i cittadini sammarinesi maschi maggiori di 24 anni (suffragio universale maschile).

## Le liste
Alle elezioni del 1943 era presente solo il "Comitato della Libertà" con il nome di "Lista Unica", formata sia da antifascisti sulla falsariga del CLN italiano che da candidati indipendenti.

## Risultati
| Lista Unica     | 3 174 | 100,00 | 60 |  |  |  |
| Totale          | 3 174 | 100    | 60 |  |  |  |
|                 |       |        |    |  |  |  |
| Voti non validi | 45    | 1,40   |    |  |  |  |
| Votanti         | 3 219 | 54,27  |    |  |  |  |
| Elettori        | 5 932 |        |    |  |  |  |